# Jar of Flies
Jar of Flies („Glas voller Fliegen“) ist die vierte EP der US-amerikanischen Rockband Alice in Chains. Sie erschien erstmals am 18. Januar 1994 bei Columbia Records. Es war die erste Veröffentlichung mit dem neuen Bassisten Mike Inez, der zuvor für Ozzy Osbourne spielte. Es war auch die erste Nummer eins für die Band und die erste EP, die jemals Platz eins der Billboard 200 erreichte, bis zur Veröffentlichung von Jay-Zs und Linkin Parks Collision Course 2004 blieb es auch die einzige.

## Entstehungsgeschichte
Nach der Rückkehr von der Lollapalooza-Tour 1993 stand die Band ohne Wohnung da, da sie die Miete nicht bezahlt hatte, so dass sie ein Zeitlang im London Bridge Studio in Seattle lebte. Während dieser Zeit entstand Jar of Flies. Die EP wurde in einer Woche geschrieben und mit Toby Wright aufgenommen, der später auch das nächste Album Alice in Chains produzierte. Binnen einer weiteren Woche wurde die Platte abgemischt. Im Januar 1994 erschien sie und stieg auf Platz eins in die Billboard-Charts ein. Die Single No Excuses bekam viel Airplay im amerikanischen Radio. Weitere Singles waren I Stay Away (April 1994, hierzu gab es wie zu No Excuses ein Musikvideo) und Don’t Follow (1994). Whale & Wasp erschien im Januar 1995 als Promo-Single. Nach der Veröffentlichung von Jar of Flies legte die Band ausgebrannt eine Pause ein und gab keine Interviews, was die Entstehung von Gerüchten über die Drogensucht insbesondere Layne Staleys förderte.

## Stil
Bei Jar of Flies handelt es sich um eine überwiegend mit Akustikgitarren eingespielte Platte. Ähnlich wie bei Sap, der ersten Akustik-EP der Band, werden die Songs zumeist von Schlagzeug und Bass begleitet, auch verzerrte E-Gitarren-Solos sind zu hören. Überwiegend dominiert aber eine ruhigere Stimmung, auch wenn die erste Single No Excuses etwas schneller gespielt wird. Mit Whale & Wasp ist auch ein Instrumentalstück enthalten. Streicher (I Stay Away) und Hintergrundchöre sind an manchen Stellen eingearbeitet. Das erste Stück Rotten Apple beginnt mit einem Talkbox-Effekt. Bei Don’t Follow wird eine Mundharmonika verwendet.

## Titel
Der Albumtitel, der sich mit einem Glas voller Fliegen, dahinter schemenhaft ein Kind, auf dem Titelbild widerspiegelt, bezieht sich auf ein Schulerlebnis Jerry Cantrells: Bei einem Experiment wurden zwei Gläser mit Fliegen gefüllt, einmal mit Nahrung, einmal ohne. Die Schüler beobachteten, wie sich die Fliegen ohne Nahrung gegenseitig auffraßen.
Titelliste
1. Rotten Apple – 6:58 (Musik: Cantrell, Inez. Text: Staley)
2. Nutshell – 4:19 (Musik: Cantrell, Inez, Kinney. Text: Staley)
3. I Stay Away – 4:14 (Musik: Cantrell, Inez. Text: Staley)
4. No Excuses – 4:15 (Musik: Cantrell. Text: Cantrell)
5. Whale & Wasp – 2:37 (Instrumental. Musik: Cantrell)
6. Don’t Follow – 4:22 (Musik und Text: Cantrell)
7. Swing on This – 4:04 (Musik: Cantrell, Inez, Kinney. Text: Staley)

## Kommerzieller Erfolg

### Chartplatzierungen
| ChartsChartplatzierungen       | Höchstplatzierung | Wochen |
| ------------------------------ | ----------------- | ------ |
| Deutschland (GfK)              | 25 (14 Wo.)       | 14     |
| Österreich (Ö3)                | 22 (7 Wo.)        | 7      |
| Schweiz (IFPI)                 | 31 (3 Wo.)        | 3      |
| Vereinigte Staaten (Billboard) | 1 (59 Wo.)        | 59     |
| Vereinigtes Königreich (OCC)   | 4 (6 Wo.)         | 6      |

### Auszeichnungen für Musikverkäufe
| Land/Region                  | Auszeichnungen für Musikverkäufe (Land/Region, Auszeichnung, Verkäufe) | Verkäufe  |
| ---------------------------- | ---------------------------------------------------------------------- | --------- |
| Kanada (MC)                  | 2× Platin                                                              | 200.000   |
| Neuseeland (RMNZ)            | Platin                                                                 | 15.000    |
| Vereinigte Staaten (RIAA)    | 4× Platin                                                              | 4.000.000 |
| Vereinigtes Königreich (BPI) | Silber                                                                 | 60.000    |
| Insgesamt                    | 1× Silber · 7× Platin ·                                                | 4.275.000 |